# Cesare Benedetti (cyclisme)
Pour les articles homonymes, voir Cesare Benedetti et Benedetti.
Cesare Benedetti, né le 3 aout 1987 à Rovereto, est un coureur cycliste polonais, d'origine italienne. Membre de l'équipe Bora-Hansgrohe, il a notamment remporté une étape du Tour d'Italie en 2019.

## Biographie
En amateur, Cesare Benedetti est membre de l'équipe Gavardo Techmor de 2006 à 2008. En 2009, il est membre de l'UC Bergamasca 1902-De Nardi-Colpack. Il est sixième du Baby Giro. Durant l'été, il intègre en tant que stagiaire l'équipe ProTour Liquigas. Il devient professionnel en 2010 au sein de l'équipe continentale professionnelle allemande NetApp devenue par la suite NetApp-Endura puis Bora-Argon 18.
Fin 2015 il prolonge le contrat qui le lie à l'équipe continentale professionnelle Bora-Argon 18.
Le 23 mai 2019, après une échappée, il remporte la 12e étape du Tour d'Italie. Il s'agit à 31 ans de sa première victoire chez les professionnels.
Marié à une polonaise, il parle couramment le polonais et vit à Gliwice. En avril 2021, il obtient la nationalité polonaise. À partir du 5 août 2021, il court officiellement avec une licence polonaise.

## Palmarès

### Palmarès amateur
- 2007
  - Medaglia d'Oro Consorzio Marmisti della Valpantena
  - 3e du Trophée de la ville de Brescia
- 2008
  - Trophée Edil C
  - 2e du Trophée MP Filtri
  - 3e de Milan-Busseto

### Palmarès professionnel
- 2012
  - 2eb étape de la Semaine internationale Coppi et Bartali (contre-la-montre par équipes)
- 2015
  - 1re étape du Tour du Trentin (contre-la-montre par équipes)
- 2018
  - 3e du Tour de Slovaquie
- 2019
  - 12e étape du Tour d'Italie

## Résultats sur les grands tours

### Tour de France
1 participation
- 2016 : 128e

### Tour d'Italie
8 participations
- 2012 : 107e
- 2017 : 115e
- 2018 : 108e
- 2019 : 75e, vainqueur de la 12e étape
- 2020 : 94e
- 2021 : 103e
- 2022 : 120e
- 2023 : 102e

### Tour d'Espagne
3 participations
- 2016 : 93e
- 2017 : abandon (8e étape)
- 2021 : 107e

## Classements mondiaux
| Année                                 | 2007 | 2008 | 2009 | 2010  | 2011 | 2012 | 2013  | 2014 | 2015 | 2016 | 2017  | 2018 | 2019 | 2020 | 2021  | 2022  | 2023  |
| ------------------------------------- | ---- | ---- | ---- | ----- | ---- | ---- | ----- | ---- | ---- | ---- | ----- | ---- | ---- | ---- | ----- | ----- | ----- |
| UCI World Tour                        |      |      |      |       |      |      |       |      |      | nc   | 411e  | 379e |      |      |       |       |       |
| Classement mondial                    |      |      |      |       |      |      |       |      |      | 929e | 1644e | 853e | 620e | 977e | 1819e | 1182e | 2372e |
| UCI Europe Tour                       | 712e | nc   | 294e | 1151e | 741e | 405e | 1188e | 962e | 694e | 609e | 1153e | 554e | 467e | 764e | 1250e | 825e  | nc    |
| UCI Asia Tour                         | nc   | nc   | nc   | nc    | nc   | nc   | nc    | 286e | nc   | nc   | nc    | nc   |      |      |       |       |       |
|                                       |      |      |      |       |      |      |       |      |      |      |       |      |      |      |       |       |       |
| Légende : nc = non classéSource : UCI |      |      |      |       |      |      |       |      |      |      |       |      |      |      |       |       |       |